# Radovanje
 Ovo je glavno značenje pojma Radovanje. Za druga značenja pogledajte Radovanje (razdvojba).
Radovanje je naseljeno mjesto u Republici Hrvatskoj u sastavu općine Oriovac u Brodsko-posavskoj županiji.

## Zemljopis
Radovanje se nalazi na cesti između općinskih središta naselja Oriovac i Brodski Stupnik

## Stanovništvo
Prema popisu stanovništva iz 2011. godine Radovanje je imalo 288 stanovnika, dok je 2001. godine imalo 355 stanovnika, od čega 345 Hrvata i 5 Srba.[nedostaje izvor]
| broj stanovnika | 110   | 137   | 178   | 226   | 292   | 302   | 269   | 368   | 402   | 434   | 415   | 415   | 369   | 348   | 355   | 288   | 231   |
|                 | 1857. | 1869. | 1880. | 1890. | 1900. | 1910. | 1921. | 1931. | 1948. | 1953. | 1961. | 1971. | 1981. | 1991. | 2001. | 2011. | 2021. |